# Paul Nurse
Sir Paul Maxime Nurse (Wembley, 25 gennaio 1949) è un biochimico britannico, premio Nobel per la medicina per i suoi studi riguardo al ciclo cellulare e all'attività delle cicline.